# 풍성중학교
풍성중학교(風城中學校)는 대한민국 서울특별시 송파구 풍납동에 있는 공립 중학교이다.

## 학교 연혁
- 1991년 1월 21일 : 풍납여자중학교 설립인가
- 1991년 3월 2일 : 제1회 입학식(14학급 716명)
- 1999년 3월 1일 : "풍성중학교" 로 학교명 개명
- 2018년 10월 25일 : 풍성드림관(체육관) 개관
- 2023년 9월 1일 : 제11대 김형철 교장 취임
- 2024년 1월 5일 : 제31회 졸업식(5학급 111명)
- 2024년 3월 4일 : 제34회 입학식(4학급 103명)

## 참고 자료
- 풍성중학교 - 한국교육학술정보원 학교알리미